# І ніхто на світі...
«І ніхто на світі» — радянський художній фільм 1985 року, знятий режисером Володимиром Довганем на Кіностудії ім. О. Довженка.

## Сюжет
Серпень 1941 року. Комісар, побоюючись за життя німецького комуніста-антифашиста Реттеля, відправляє його із сином Отто у санітарному поїзді до тилу. Під час нальоту Реттель гине, а вісімнадцятирічний хлопчина опиняється в розташуванні бойового розрахунку старшини Жигарьова, який отримав терміновий наказ утримати, у гіршому випадку — підірвати міст. Жигарьов явно не довіряє юному німцю.

## У ролях
- Андрій Болтнєв — Павло Клименко, полковий комісар
- Володимир Волков — Павло Жигарьов, старшина
- Хаген Хеннінг — Отто Ріттель
- Валерій Юрченко — Юрген Ріттель
- Станіслав Садальський — Геша Мозжерін
- Юрій Гребельник — Михайло Бєлоус
- Юрій Ступаков — Хома Кузьмич, дід-санітар
- Микола Олійник — Матюшенко
- Язгельди Пірмедов — Аймамед Джалієв
- Едуард Соболєв — Стьопа Козьмін
- Володимир Костюк — Тюрін
- Вадим Кириленко — Земцов
- Олексій Довгань — Коля Гвоздєв
- Олег Севастьянов — Соболевський
- Оксана Григорович — Ольга Данилівна, військовий лікар
- Вікторія Корсун — Олена
- Леонід Яновський — майор
- Олександр Бєліна — командир
- Анатолій Бєлий — епізод
- Олена Блинникова — медсестра
- Віталій Васильков — епізод
- Анатолій Грошовий — епізод
- Микола Гудзь — епізод
- Михайло Данилов — епізод
- В'ячеслав Дубінін — епізод
- Михайло Ігнатов — епізод
- Галина Ковганич — медсестра
- Микола Малашенко — епізод
- Віктор Маляревич — епізод
- О. Мерзленко — епізод
- Валерій Наконечний — епізод
- Ольга Реус-Петренко — жінка на вокзалі
- Леонід Слісаренко — епізод
- В'ячеслав Філін — епізод
- В. Чалий — епізод
- Олександр Чернявський — епізод

## Знімальна група
- Режисер — Володимир Довгань
- Сценаристи — Володимир Осляк, Володимир Довгань, Сергій Бєлошников
- Оператор — Вадим Верещак
- Композитор — В'ячеслав Назаров
- Художник — Вульф Агранов